# Cruz do Barro Branco
O Barro Branco é um lugar da freguesia de Guadalupe, concelho de Santa Cruz da Graciosa, ilha Graciosa, arquipélago dos Açores.
Este lugar encontra-se no vale entre a Serra das Fontes e a Serra Dormida e têm na sua proximidade os lugares de Pontal, Feteira e Pé de Ladeira.